# ATP Challenger Gramado
Das ATP Challenger Gramado (offiziell: Gramado Challenger) war ein Tennisturnier, das zunächst von 1990 bis 1992 und nach einer Pause von 1998 bis 2006 jährlich in Gramado, Brasilien, stattfand. Es gehörte zur ATP Challenger Tour und wurde im Freien auf Sand gespielt. Alexandre Simoni gewann mit einem Einzel- sowie zwei Doppeltiteln am häufigsten das Turnier.

## Liste der Sieger

### Einzel
| Jahr                         | Sieger           | Finalgegner         | Ergebnis              |
| ---------------------------- | ---------------- | ------------------- | --------------------- |
| 2006                         | Franco Ferreiro  | Thiago Alves        | 3:6, 7:64, 6:5 aufgg. |
| 2005                         | Flávio Saretta   | Jacob Adaktusson    | 6:1, 6:3              |
| 2004                         | Ricardo Mello    | Janko Tipsarević    | 2:6, 7:5, 6:4         |
| 2003                         | Marcos Daniel    | José de Armas       | 7:5, 7:5              |
| 2002                         | Júlio Silva      | Iván Miranda        | 6:4, 6:2              |
| 2001                         | Barry Cowan      | Andy Ram            | 2:6, 6:4, 6:3         |
| 2000                         | Alexandre Simoni | Martin Lee          | 6:4, 7:5              |
| 1999                         | Jamie Delgado    | Diego Veronelli     | 6:3, 7:6              |
| 1998                         | André Sá         | Hideki Kaneko       | 6:7, 6:1, 6:4         |
| 1993–1997: nicht ausgetragen |                  |                     |                       |
| 1992                         | Nicola Bruno     | Richard Matuszewski | 6:2, 6:2              |
| 1991                         | Laurent Prades   | Fernando Roese      | 7:5, 6:7, 6:4         |
| 1990                         | Pedro Rebolledo  | Christian Weis      | 6:2, 6:3              |

### Doppel
| Jahr                         | Sieger                                | Finalgegner                           | Ergebnis      |
| ---------------------------- | ------------------------------------- | ------------------------------------- | ------------- |
| 2006                         | Franco Ferreiro Martín Vilarrubí      | Marcelo Melo André Sá                 | 6:2, 6:4      |
| 2005                         | Goran Dragicevic Mirko Pehar          | Brian Dabul Bruno Echagaray           | 6:3, 6:4      |
| 2004                         | Santiago González Bruno Soares        | Henrique Mello Alexandre Simoni       | 6:3, 6:3      |
| 2003                         | Marcos Daniel Alexandre Simoni (2)    | Santiago González Alejandro Hernández | 7:65, 6:4     |
| 2002                         | Alessandro Guevara Dejan Petrović (2) | Denis Golowanow Michael Joyce         | 3:6, 7:5, 6:2 |
| 2001                         | Dejan Petrović (1) Andy Ram           | Adriano Ferreira Daniel Melo          | 6:4, 6:4      |
| 2000                         | André Sá Eric Taino                   | Daniel Melo Alexandre Simoni          | 7:67, 7:63    |
| 1999                         | Antonio Prieto Alexandre Simoni (1)   | Paulo Carvallo Ricardo Schlachter     | 6:1, 6:4      |
| 1998                         | Jeff Coetzee Damien Roberts           | Francisco Costa Gōichi Motomura       | 7:5, 6:4      |
| 1993–1997: nicht ausgetragen |                                       |                                       |               |
| 1992                         | Richard Matuszewski John Sullivan     | Nelson Aerts Fernando Roese           | 7:6, 6:7, 6:3 |
| 1991                         | Nelson Aerts Fernando Roese           | Bertrand Madsen Gerardo Martínez      | 6:4, 6:4      |
| 1990                         | Ivan Kley Vicente Solves              | Pablo Albano Eduardo Bengoechea       | 6:3, 7:5      |